# Coppa del Principe della Corona saudita
La Coppa del Principe della Corona saudita (in arabo كأس ولي العهد السعودي‎?) è stata una competizione calcistica organizzata dalla Federazione calcistica dell'Arabia Saudita dal 1957. 
Fino al 1990 è stata affiancata alla Coppa del Re dei Campioni, tenutasi dal 1957 al 1990 e dal 2008.
Il torneo è stato abolito nel corso dell'edizione 2017-2018, che è stata cancellata.

## Albo d'oro
| Stagione | Campione      | Risultato      | Finalista     |
| -------- | ------------- | -------------- | ------------- |
| 1956-57  | Al-Thaghar    | 3-0            | Al-Olempy     |
| 1957-58  | Al-Ittihad    | 3-2            | Al-Thaghar    |
| 1958-59  | Al-Ittihad    | 4-3            | Al-Wahda      |
| 1959-60  | Al-Wahda      | ?-?            | Al-Ittihad    |
| 1960-61  | West Team     | 2-1            | Central Team  |
| 1961-62  | East Team     | 2-1            | West Team     |
| 1962-63  | Al-Ittihad    | 6-2            | Al-Ettifaq    |
| 1963-64  | Al-Hilal      | 3-2            | Al-Wahda      |
| 1964-65  | Al-Ettifaq    | 3-0            | Al-Ittihad    |
| 1965-66  | non disputata | non disputata  | non disputata |
| 1966-67  | West Team     | 5-2            | East Team     |
| 1967-68  | West Team     | 4-3            | Central Team  |
| 1968-69  | Central Team  | 0-0 (2-0 dtr)  | West Team     |
| 1969-70  | Al-Ahli       | 0-0 (11-5 dtr) | Al-Wahda      |
| 1970-71  | non disputata | non disputata  | non disputata |
| 1971-72  | non disputata | non disputata  | non disputata |
| 1972-73  | Al-Nassr      | 2-1            | Al-Wahda      |
| 1973-74  | Al-Nassr      | 1-0            | Al-Ahli       |
|          | non disputata |                |               |
| 1990-91  | Al-Ittihad    | 0-0 (5-4 dtr)  | Al-Nassr      |
| 1991-92  | Al-Qadisiya   | 0-0 (4-2 dtr)  | Al-Shabab     |
| 1992-93  | Al-Shabab     | 1-1 (5-3 dtr)  | Al-Ittihad    |
| 1993-94  | Al-Riyadh     | 1-0            | Al-Shabab     |
| 1994-95  | Al-Hilal      | 1-0            | Al-Riyadh     |
| 1995-96  | Al-Shabab     | 3-0            | Al-Nassr      |
| 1996-97  | Al-Ittihad    | 2-0            | Al-Tai        |
| 1997-98  | Al-Ahli       | 3-2            | Al-Riyadh     |
| 1998-99  | Al-Shabab     | 1-0            | Al-Hilal      |
| 1999-00  | Al-Hilal      | 3-0            | Al-Shabab     |
| 2000-01  | Al-Ittihad    | 3-0            | Al-Ettifaq    |
| 2001-02  | Al-Ahli       | 2-1            | Al-Ittihad    |
| 2002-03  | Al-Hilal      | 1-0            | Al-Ahli       |
| 2003-04  | Al-Ittihad    | 1-0            | Al-Ahli       |
| 2004-05  | Al-Hilal      | 2-1            | Al-Qadisiya   |
| 2005-06  | Al-Hilal      | 1-0            | Al-Ahli       |
| 2006-07  | Al-Ahli       | 2-1            | Al-Ittihad    |
| 2007-08  | Al-Hilal      | 2-0            | Al-Ettifaq    |
| 2008-09  | Al-Hilal      | 1-0            | Al-Shabab     |
| 2009-10  | Al-Hilal      | 2-1            | Al-Ahli       |
| 2010-11  | Al-Hilal      | 5-0            | Al-Wahda      |
| 2011-12  | Al-Hilal      | 2-1            | Al-Ettifaq    |
| 2012-13  | Al-Hilal      | 1-1 (4-2 dtr)  | Al-Nassr      |
| 2013-14  | Al-Nassr      | 2-1            | Al-Hilal      |
| 2014-15  | Al-Ahli       | 2-1            | Al-Hilal      |
| 2015-16  | Al-Hilal      | 2-1            | Al-Ahli       |
| 2016-17  | Al-Ittihad    | 1-0            | Al-Nassr      |

## Vittorie per squadra
Fonte: RSSSF.
| Club        | Vittorie | Anni vittorie                                                                |
| ----------- | -------- | ---------------------------------------------------------------------------- |
| Al-Hilal    | 13       | 1964, 1995, 2000, 2003, 2005, 2006, 2008, 2009, 2010, 2011, 2012, 2013, 2016 |
| Al-Ittihad  | 8        | 1958, 1959, 1963, 1991, 1997, 2001, 2004, 2017                               |
| Al-Ahli     | 6        | 19571, 1970, 1998, 2002, 2007, 2015                                          |
| Al-Shabab   | 3        | 1993, 1996, 1999                                                             |
| Al-Nassr    | 3        | 1973, 1974, 2014                                                             |
| Al-Ettifaq  | 1        | 1965                                                                         |
| Al-Wahda    | 1        | 1960                                                                         |
| Al-Riyadh   | 1        | 1994                                                                         |
| Al-Qadisiya | 1        | 1992                                                                         |

1include un titolo vinto come Al-Thaghar